# 久喜市立久喜北小学校
久喜市立久喜北小学校（くきしりつ くききたしょうがっこう）は、埼玉県久喜市にある公立小学校。市内で最も新しい。

## 沿革
- 1992年（平成4年） - 3月17日、久喜市立本町小学校の過大規模化に伴う学区の見直しに関して「学区審議会」に諮問される。
- 1993年（平成5年） - 3月29日、「学区審議会」より新設校についての答申が出される。
- 1994年（平成6年） - 6月27日、仮称「本町第二小学校」として起工式が行われる。
  - -  12月6日、久喜市議会にて「久喜市立久喜北小学校」に校名が決定する。
- 1995年（平成7年） - 3月17日、校舎・運動場・屋内運動場・プールが完成し、久喜市に引き渡される。
  - - 4月1日、学級数12学級、児童数315名、教職員21名にて開校。
  - - 4月11日、第１回入学式が行われる。
  - - 7月21日、久喜北小学校竣工式が行われる。
  - - 10月23日、久喜北小学校の開校記念日を6月27日に制定する。
  - - 11月20日、久喜北小学校校歌発表及び校旗披露の式典が行われる。
- 2003年（平成15年） - 11月9日、ビオトープが完成。

## 施設
- 校舎
- 体育館
- 運動場
- プール
- ビオトープ
- 校庭遊具
- 学校西側を椎名落川が流れる。

## 校歌
- 作詞者 -
- 作曲者 -坂下 洸